# Caldo de cardán
El caldo de cardán es un plato típico de la gastronomía boliviana, que se caracteriza por estar preparado con la verga del toro, por lo que popularmente se le conoce como «viagra andina». Tradicionalmente se acompaña de una marraqueta, colas de cebolla verde, llajua o rodajas de locoto. Su consumo es muy frecuente en las regiones de La Paz y Cochabamba, pero su origen se encuentra en la ciudad de Potosí.

## Origen del nombre
El nombre de este caldo se encuentra relacionado con la pieza automotriz llamada cardán, la cual era utilizada para transportar la fuerza desde el motor hacia las ruedas traseras. De esta manera se podría decir que este caldo transmite la fuerza del toro hacia la persona que lo consuma ya que de este modo comienza su jornada diaria con mucha fuerza y energía.

## Preparación
Este plato es preparado con una variedad de carnes como pollo, pata de vaca, carne de res, de cordero y huevos, inclusive puede llevar otro tipo de ingredientes adicionales que varían dependiendo de la persona que lo va a preparar, pero lo particular de este plato es el pene de toro, que se cuece durante doce horas debido a su dureza.

## Costumbres y consumo
Este plato es conocido como un alimento energético ya que se cree que posee propiedades estimulantes y vigorizantes, generalmente se consume caliente durante las primeras horas de la mañana por la creencia de que otorga fuerza para realizar las actividades diarias. Por otra parte, se relaciona como producto afrodisíaco por lo que su consumo es muy frecuente en personas que desean mejorar su desempeño sexual.

### Relación con la salud
No existen estudios científicos que aseguren que estos posean algún tipo de hormonas o elementos que conviertan a este alimento en un vigorizante sexual, pero sí  se han realizado estudios en los cuales se ha establecido que posee una alta cantidad de grasa lo cual podría generar problemas de hipertensión arterial, obesidad, problemas renales o problemas con el hígado, por lo cual es recomendable no consumirlo en exceso.